# Édouard Landrain
Édouard Landrain, né le 1er juillet 1930 à Lorient (Morbihan) et mort le 24 juin 2006 à Nantes (Loire-Atlantique), est un homme politique français.

## Biographie
Édouard Landrain est le fils de Charles Primel Mathieu Landrain et de Germaine Fischer.
Chirurgien-dentiste de profession, il commence sa carrière politique en 1965 en faisant son entrée au conseil municipal d'Ancenis. Six ans plus tard, il devient adjoint au maire Maurice Gélineau. Le 25 mars 1977, il succède à ce dernier et est désigné maire.
En 1979, il fait son entrée au conseil général de la Loire-Atlantique, remportant le siège de conseiller général dans le canton d'Ancenis. Il devient vice-président du Conseil général de la Loire-Atlantique en 1982.
Réélu maire en 1983, il est candidat aux élections régionales de 1986 sur la liste d'union de l'opposition conduite par Olivier Guichard et est élu conseiller régional.
Désigné comme candidat de l'URC (Union du rassemblement et du centre) dans la 5e circonscription de la Loire-Atlantique, il est élu député le 12 juin 1988 sous l'étiquette UDF (adhérent direct, proche du CDS) face au socialiste Charles Gautier. Il est reconduit dans ses fonctions de maire en 1989 et 1995 et de député en 1993, 1997 et 2002, année où il rejoint l'UMP. Le 27 juin 2006, à la suite de son décès, il est remplacé à l'Assemblée nationale par son suppléant, Robert Diat.
Il est par ailleurs président du district du Pays d'Ancenis de 1995 à 2000 puis de la communauté de communes du même nom de 2000 à 2001.

## Détail des fonctions et des mandats
Mandat parlementaire
- 13 juin 1988 - 1er avril 1993 : député de la 5e circonscription de la Loire-Atlantique
- 2 avril 1993 - 21 avril 1997 : député de la 5e circonscription de la Loire-Atlantique
- 1er juin 1997 - 18 juin 2002 : député de la 5e circonscription de la Loire-Atlantique
- 19 juin 2002 - 24 juin 2006 : député de la 5e circonscription de la Loire-Atlantique

Mandats locaux
- 14 mars 1965 - 14 mars 1971 : conseiller municipal d'Ancenis (Loire-Atlantique)
- 14 mars 1971 - 13 mars 1977 : adjoint au maire d'Ancenis
- 13 mars 1977 - 6 mars 1983 : maire d'Ancenis
- 26 mars 1979 - 17 mars 1985 : conseiller général du canton d'Ancenis
- 22 mars 1982 - 17 mars 1985 : vice-président du conseil général de la Loire-Atlantique
- 7 mars 1983 - 12 mars 1989 : maire d'Ancenis
- 18 mars 1985 - 29 mars 1992 : vice-président du conseil général de la Loire-Atlantique
- 17 mars 1986 - 27 juin 1988 : conseiller régional des Pays de la Loire
- 17 mars 1989 - 18 juin 1995 : maire d'Ancenis
- 30 mars 1992 - 22 mars 1998 : vice-président du conseil général de la Loire-Atlantique
- 25 juin 1995 - 18 mars 2001 : maire d'Ancenis
- 1995 - 2000 : président du district du Pays d'Ancenis
- 23 mars 1998 - 28 mars 2004 : vice-président du conseil général de la Loire-Atlantique
- 2000 - 2001 : président de la communauté de communes du Pays d'Ancenis